# Micro-région d'Érd
La micro-région d'Érd (en hongrois : érdi kistérség) est une micro-région statistique hongroise rassemblant plusieurs localités autour d'Érd.